# Långskaftad ärgspik
Långskaftad ärgspik (Microcalicium arenarium) är en lavart som först beskrevs av Hampe ex A. Massal., och fick sitt nu gällande namn av Tibell. Långskaftad ärgspik ingår i släktet Microcalicium och familjen Microcaliciaceae.  Arten är reproducerande i Sverige. Inga underarter finns listade i Catalogue of Life.